# デンジル・ホリス (第3代ホリス男爵)
第3代ホリス男爵デンジル・ホリス（英語: Denzil Holles, 3rd Baron Holles、1675年4月26日 – 1692年）は、イングランド王国の貴族。

## 生涯
第2代ホリス男爵フランシス・ホリスと2人目の妻アン・パイル（第2代準男爵サー・フランシス・パイルの娘）の息子として、1675年4月26日に生まれ、5月18日にセント・マーティン・イン・ザ・フィールズで洗礼を受けた。
1690年3月1日に父が死去すると、ホリス男爵の爵位を継承した。しかし、自身も未成年（おそらく1692年と思われる）で生涯未婚のまま死去、爵位は継承者がいなくなり廃絶した。遺産は同族の第4代クレア伯爵ジョン・ホリスが継承した。